# Церква святого священномученика Йосафата (Дунів)
Церква святого священномученика Йосафата в Дуневі — парафія і храм греко-католицької громади Заліщицького деканату Бучацької єпархії Української греко-католицької церкви в селі Дунів Чортківського району Тернопільської области.

## Історія церкви
Наріжний камінь під будівництво храму освячено 25 листопада 1943 року, але Друга світова війна завадила реалізації цього задуму. Замість храму в селі діяла капличка.
Парафію в лоні УГКЦ утворили у 1991 році, і того ж року заклали фундамент нового храму. Завдяки активній участі жителів села, будівництво було завершено у 1994 році. У день Святого Юрія Переможця храм освятили владика Михаїл Сабрига та о. Володимир Драбик. Таким чином односельці вшанували земляка Юрія Стефанюка, який організовував роботи та опікувався виготовленням іконостасу.
При парафії діють братство «Апостольство молитви» та Вівтарна дружина.
На території парафії розташовані три хрести та фігура Матері Божої, біля яких проводяться молебні. У 2013 році розпочато будівництво Хресної дороги і триває зведення дзвіниці. У власності парафії є проборство.

## Парохи
- о. Микола Романець (до 1992),
- о. Володимир Драбик (1994—2000),
- о. Тарас Шмиглик (2000—2001),
- о. Михайло Смішко (2001—2002),
- о. Роман Бриндзей (2003—2010),
- о. Юрій Голуб (2011—2012),
- о. Андрій Стешин (з 2012).